# Hinstock
Hinstock är en ort och civil parish i Storbritannien.   Den ligger i grevskapet Shropshire i riksdelen England, i den södra delen av landet, 210 km nordväst om huvudstaden London. Hinstock ligger 99 meter över havet och antalet invånare är 900.
Terrängen runt Hinstock är platt. Runt Hinstock är det tätbefolkat, med 570 invånare per kvadratkilometer. Närmaste större samhälle är Telford, 17,8 km söder om Hinstock. Trakten runt Hinstock består till största delen av jordbruksmark.